# Velká cena Amerik silničních motocyklů 2025
Velká cena Amerik 2025 (oficiálně Red Bull Grand Prix of The Americas) byl třetí závodní víkend Mistrovství světa silničních motocyklů 2025. Konal se ve dnech 28. února – 2. března na okruhu Circuit of the Americas v Austinu, Texasu.

Oficiální logo okruhu

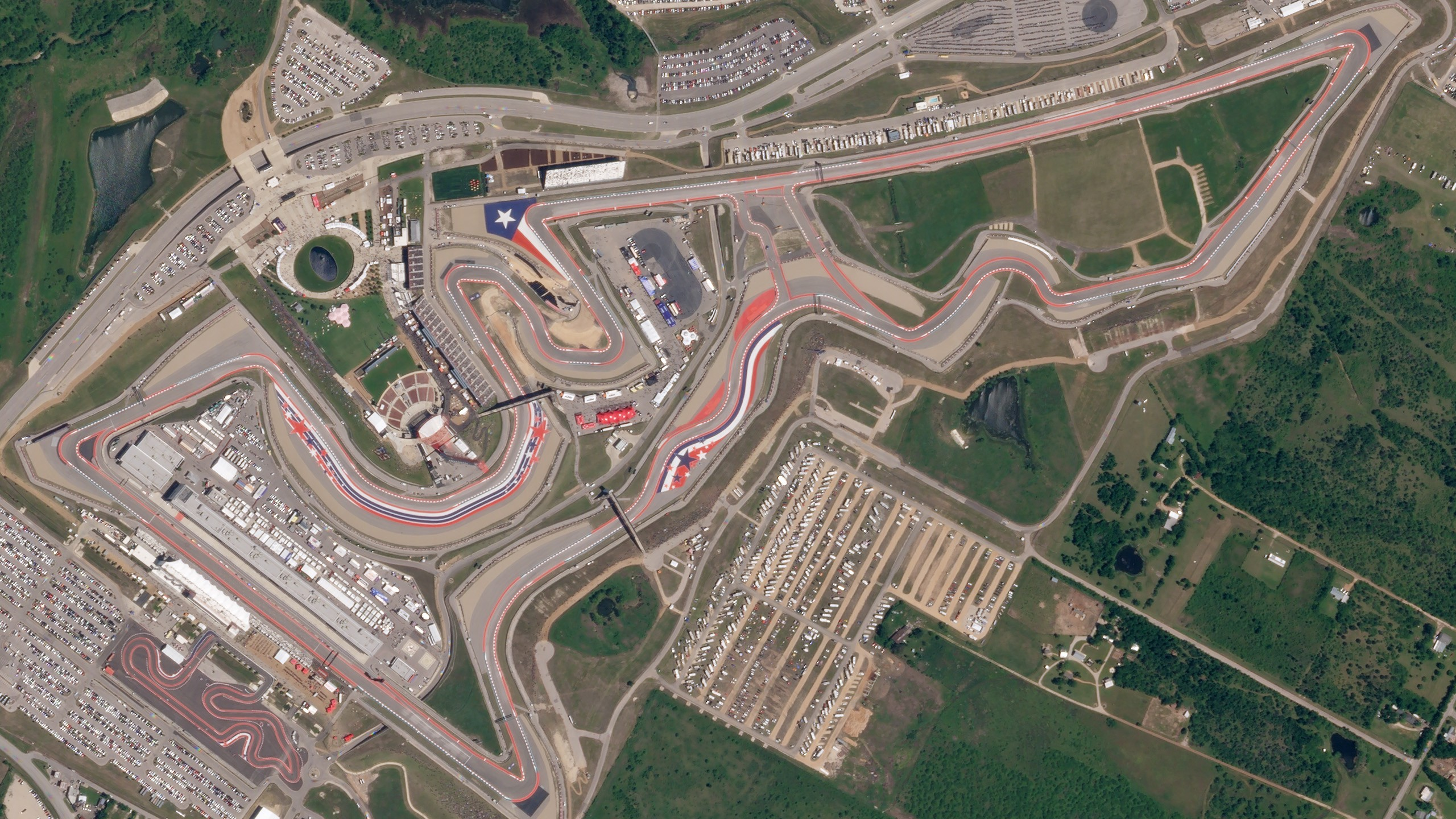
Satelitní snímek Circuit of Americas z roku 2018

## Výsledky sprintu MotoGP
| Poř.                                                       | Č. | Jezdec                | Tým                                  | Výrobce | Kol | Čas       | St. | Body |
| ---------------------------------------------------------- | -- | --------------------- | ------------------------------------ | ------- | --- | --------- | --- | ---- |
| 1                                                          | 93 | Marc Márquez          | Ducati Lenovo Team                   | Ducati  | 10  | 20:29.509 | 1   | 12   |
| 2                                                          | 73 | Álex Márquez          | BK8 Gresini Racing MotoGP            | Ducati  | 10  | +0.795    | 3   | 9    |
| 3                                                          | 63 | Francesco Bagnaia     | Ducati Lenovo Team                   | Ducati  | 10  | +1.918    | 6   | 7    |
| 4                                                          | 49 | Fabio Di Giannantonio | Pertamina Enduro VR46 Racing Team    | Ducati  | 10  | +8.536    | 2   | 6    |
| 5                                                          | 21 | Franco Morbidelli     | Pertamina Enduro VR46 Racing Team    | Ducati  | 10  | +9.685    | 5   | 5    |
| 6                                                          | 20 | Fabio Quartararo      | Monster Energy Yamaha Factory Racing | Yamaha  | 10  | +10.676   | 11  | 4    |
| 7                                                          | 37 | Pedro Acosta          | Red Bull KTM Factory Racing          | KTM     | 10  | +12.049   | 4   | 3    |
| 8                                                          | 10 | Luca Marini           | Honda HRC Castrol                    | Honda   | 10  | +13.588   | 7   | 2    |
| 9                                                          | 79 | Ai Ogura              | Trackhouse Racing                    | Aprilia | 10  | +13.752   | 18  | 1    |
| 10                                                         | 72 | Marco Bezzecchi       | Aprilia Racing                       | Aprilia | 10  | +14.584   | 13  |      |
| 11                                                         | 54 | Fermín Aldeguer       | BK8 Gresini Racing MotoGP            | Ducati  | 10  | +14.754   | 12  |      |
| 12                                                         | 33 | Brad Binder           | Red Bull KTM Factory Racing          | KTM     | 10  | +14.908   | 16  |      |
| 13                                                         | 23 | Enea Bastianini       | Red Bull KTM Tech3                   | KTM     | 10  | +16.009   | 17  |      |
| 14                                                         | 43 | Jack Miller           | Prima Pramac Racing                  | Yamaha  | 10  | +16.182   | 9   |      |
| 15                                                         | 42 | Álex Rins             | Monster Energy Yamaha Factory Racing | Yamaha  | 10  | +18.181   | 14  |      |
| 16                                                         | 5  | Johann Zarco          | LCR Honda Castrol                    | Honda   | 10  | +18.625   | 15  |      |
| 17                                                         | 25 | Raúl Fernández        | Trackhouse Racing                    | Aprilia | 10  | +21.666   | 19  |      |
| 18                                                         | 7  | Augusto Fernández     | Prima Pramac Racing                  | Yamaha  | 10  | +29.061   | 20  |      |
| 19                                                         | 35 | Somkiat Chantra       | LCR Honda Idemitsu                   | Honda   | 10  | +33.622   | 21  |      |
| 20                                                         | 32 | Lorenzo Savadori      | Aprilia Racing                       | Aprilia | 10  | +37.989   | 22  |      |
| Ret.                                                       | 12 | Maverick Viñales      | Red Bull KTM Tech3                   | KTM     | 7   | Nedojel   | 10  |      |
| Ret.                                                       | 36 | Joan Mir              | Honda HRC Castrol                    | Honda   | 5   | Nedojel   | 8   |      |
| Nejrychlejší kolo: Marc Márquez (Ducati) - 2:02.129 kolo 2 |    |                       |                                      |         |     |           |     |      |
| OFFICIAL MOTOGP SPRINT REPORT                              |    |                       |                                      |         |     |           |     |      |

## Výsledky hlavního závodu MotoGP
| Poř.                                                         | Č. | Jezdec                | Tým                                  | Výrobce | Kol | Čas       | St. | Body |
| ------------------------------------------------------------ | -- | --------------------- | ------------------------------------ | ------- | --- | --------- | --- | ---- |
| 1                                                            | 63 | Francesco Bagnaia     | Ducati Lenovo Team                   | Ducati  | 19  | 39:00.191 | 6   | 25   |
| 2                                                            | 73 | Álex Márquez          | BK8 Gresini Racing MotoGP            | Ducati  | 19  | +2.089    | 3   | 20   |
| 3                                                            | 49 | Fabio Di Giannantonio | Pertamina Enduro VR46 Racing Team    | Ducati  | 19  | +3.594    | 2   | 16   |
| 4                                                            | 21 | Franco Morbidelli     | Pertamina Enduro VR46 Racing Team    | Ducati  | 19  | +10.732   | 5   | 13   |
| 5                                                            | 43 | Jack Miller           | Prima Pramac Racing                  | Yamaha  | 19  | +11.857   | 9   | 11   |
| 6                                                            | 72 | Marco Bezzecchi       | Aprilia Racing                       | Aprilia | 19  | +12.238   | 13  | 10   |
| 7                                                            | 23 | Enea Bastianini       | Red Bull KTM Tech3                   | KTM     | 19  | +12.815   | 17  | 9    |
| 8                                                            | 10 | Luca Marini           | Honda HRC Castrol                    | Honda   | 19  | +15.646   | 7   | 8    |
| 9                                                            | 79 | Ai Ogura              | Trackhouse Racing                    | Aprilia | 19  | +16.344   | 18  | 7    |
| 10                                                           | 20 | Fabio Quartararo      | Monster Energy Yamaha Factory Racing | Yamaha  | 19  | +18.255   | 11  | 6    |
| 11                                                           | 42 | Álex Rins             | Monster Energy Yamaha Factory Racing | Yamaha  | 19  | +24.256   | 14  | 5    |
| 12                                                           | 25 | Raúl Fernández        | Trackhouse Racing                    | Aprilia | 19  | +27.938   | 19  | 4    |
| 13                                                           | 7  | Augusto Fernández     | Prima Pramac Racing                  | Yamaha  | 19  | +35.740   | 20  | 3    |
| 14                                                           | 12 | Maverick Viñales      | Red Bull KTM Tech3                   | KTM     | 19  | +42.724   | 10  | 2    |
| 15                                                           | 32 | Lorenzo Savadori      | Aprilia Racing                       | Aprilia | 19  | +46.397   | 22  | 1    |
| 16                                                           | 35 | Somkiat Chantra       | LCR Honda Idemitsu                   | Honda   | 19  | +63.601   | 21  |      |
| 17                                                           | 5  | Johann Zarco          | LCR Honda Castrol                    | Honda   | 19  | 2 kola    | 15  |      |
| Ret                                                          | 54 | Fermín Aldeguer       | BK8 Gresini Racing MotoGP            | Ducati  | 16  | Nedojel   | 12  |      |
| Ret                                                          | 93 | Marc Márquez          | Ducati Lenovo Team                   | Ducati  | 12  | Nedojel   | 1   |      |
| Ret                                                          | 33 | Brad Binder           | Red Bull KTM Factory Racing          | KTM     | 12  | Nedojel   | 16  |      |
| Ret                                                          | 36 | Joan Mir              | Honda HRC Castrol                    | Honda   | 11  | Nedojel   | 8   |      |
| Ret                                                          | 37 | Pedro Acosta          | Red Bull KTM Factory Racing          | KTM     | 10  | Nedojel   | 4   |      |
| Nejrychlejší kolo: Marc Márquez (Ducati) - 2:02.221 (kolo 7) |    |                       |                                      |         |     |           |     |      |
| OFFICIAL MOTOGP SPRINT REPORT                                |    |                       |                                      |         |     |           |     |      |

## Výsledky závodu Moto2
| Poř.                                                            | Č. | Jezdec                  | Tým                                 | Výrobce         | Kol | Čas        | St. | Body |
| --------------------------------------------------------------- | -- | ----------------------- | ----------------------------------- | --------------- | --- | ---------- | --- | ---- |
| 1                                                               | 96 | Jake Dixon              | ELF Marc VDS Racing Team            | Luca Boscoscuro | 16  | 37:24.220  | 1   | 25   |
| 2                                                               | 14 | Tony Arbolino           | BLU CRU Pramac Yamaha Moto2         | Luca Boscoscuro | 16  | +4.148     | 7   | 20   |
| 3                                                               | 21 | Alonso López            | Team HDR Heidrun                    | Luca Boscoscuro | 16  | +12.685    | 11  | 16   |
| 4                                                               | 44 | Arón Canet              | Fantic Racing LINO SONEGO           | Kalex           | 16  | +28.375    | 5   | 13   |
| 5                                                               | 28 | Izan Guevara            | BLU CRU Pramac Yamaha Moto2         | Luca Boscoscuro | 16  | +30.290    | 26  | 11   |
| 6                                                               | 10 | Iván Ortolá             | QJMOTOR - FRINSA - MSI              | Luca Boscoscuro | 16  | +31.916    | 23  | 10   |
| 7                                                               | 9  | Barry Baltus            | Fantic Racing LINO SONEGO           | Kalex           | 16  | +32.640    | 3   | 9    |
| 8                                                               | 27 | Daniel Holgado          | CFMOTO Power Electronics Aspar Team | Kalex           | 16  | +32.685    | 13  | 8    |
| 9                                                               | 64 | Mario Aji               | Idemitsu Honda Team Asia            | Kalex           | 16  | +33.466    | 12  | 7    |
| 10                                                              | 95 | Collin Veijer           | Red Bull KTM Ajo                    | Kalex           | 16  | +35.429    | 25  | 6    |
| 11                                                              | 24 | Marcos Ramírez          | OnlyFans American Racing Team       | Kalex           | 16  | +36.724    | 8   | 5    |
| 12                                                              | 66 | Oscar Gutierrez         | QJMOTOR - FRINSA - MSI              | Luca Boscoscuro | 16  | +39.976    | 16  | 4    |
| 13                                                              | 84 | Zonta van den Goorbergh | RW-Idrofoglia Racing GP             | Kalex           | 16  | +43.089    | 4   | 3    |
| 14                                                              | 80 | David Alonso            | CFMOTO Power Electronics Aspar Team | Kalex           | 16  | +43.139    | 6   | 2    |
| 15                                                              | 11 | Álex Escrig             | KLINT Forward Factory Team          | Forward Racing  | 16  | +44.390    | 14  | 1    |
| 16                                                              | 99 | Adrián Huertas          | Italtrans Racing Team               | Kalex           | 16  | +53.346    | 28  |      |
| 17                                                              | 92 | Yuki Kunii              | Idemitsu Honda Team Asia            | Kalex           | 16  | +55.195    | 17  |      |
| 18                                                              | 9  | Jorge Navarro           | KLINT Forward Factory Team          | Forward Racing  | 16  | +1:01.164  | 22  |      |
| 19                                                              | 71 | Ayumu Sasaki            | RW - Idrofoglia Racing GP           | Kalex           | 16  | +1:12.118  | 24  |      |
| 20                                                              | 13 | Celestino Vietti        | Team HDR Heidrun                    | Luca Boscoscuro | 16  | +2:01.393  | 18  |      |
| 21                                                              | 10 | Diogo Moreira           | Italtrans Racing Team               | Kalex           | 15  | +1 Kolo    | 21  |      |
| 22                                                              | 18 | Manuel González         | LIQUI MOLY Dynavolt Intact GP       | Kalex           | 15  | +1 Kolo    | 2   |      |
| 23                                                              | 81 | Senna Agius             | LIQUI MOLY Dynavolt Intact GP       | Kalex           | 15  | +1 Kolo    | 15  |      |
| 24                                                              | 75 | Albert Arenas           | ITALJET Gresini Moto2               | Kalex           | 15  | +1 Kolo    | 20  |      |
| 25                                                              | 16 | Joe Roberts             | OnlyFans American Racing Team       | Kalex           | 15  | +1 Kolo    | 19  |      |
| Ret                                                             | 53 | Deniz Öncü              | Red Bull KTM Ajo                    | Kalex           | 12  | Nehoda     | 10  |      |
| Ret                                                             | 12 | Filip Salač             | ELF Marc VDS Racing Team            | Luca Boscoscuro | 5   | Pneumatiky | 9   |      |
| DNS                                                             | 15 | Darryn Binder           | ITALJET Gresini Moto2               | Kalex           |     | Zranění    | 27  |      |
| Nejrychlejší kolo: Manuel González (Kalex) – 2:15.397 (kolo 15) |    |                         |                                     |                 |     |            |     |      |
| OFFICIAL MOTOGP RACE REPORT                                     |    |                         |                                     |                 |     |            |     |      |

## Výsledky závod Moto3
| Poř.                                                         | Č. | Jezdec             | Tým                           | Výrobce | Kol | Čas               | St. | Body |
| ------------------------------------------------------------ | -- | ------------------ | ----------------------------- | ------- | --- | ----------------- | --- | ---- |
| 1                                                            | 99 | José Antonio Rueda | Red Bull KTM Ajo              | KTM     | 14  | 31:23.456         | 4   | 25   |
| 2                                                            | 66 | Joel Kelso         | LEVELUP-MTA                   | KTM     | 14  | +2.399            | 3   | 20   |
| 3                                                            | 18 | Matteo Bertelle    | LEVELUP-MTA                   | KTM     | 14  | +4.200            | 1   | 16   |
| 4                                                            | 36 | Ángel Piqueras     | FRINSA - MT Helmets - MSI     | KTM     | 14  | +5.345            | 11  | 13   |
| 5                                                            | 28 | Máximo Quiles      | CFMOTO Valresa Aspar Team     | KTM     | 14  | +5.522            | 2   | 11   |
| 6                                                            | 83 | Álvaro Carpe       | Red Bull KTM Ajo              | KTM     | 14  | +7.309            | 7   | 10   |
| 7                                                            | 71 | Dennis Foggia      | CFMOTO Valresa Aspar Team     | KTM     | 14  | +21.815           | 5   | 9    |
| 8                                                            | 11 | Adrián Cruces      | CIP Green Power               | KTM     | 14  | +22.069           | 16  | 8    |
| 9                                                            | 72 | Taiyo Furusato     | Hnda Team Asia                | Honda   | 14  | +22.251           | 17  | 7    |
| 10                                                           | 14 | Cormac Buchanan    | DENSSI Racing - BOE           | KTM     | 14  | +22.459           | 15  | 6    |
| 11                                                           | 94 | Guido Pini         | LIQUI MOLY Dynavolt Intact GP | KTM     | 14  | +22.558           | 12  | 5    |
| 12                                                           | 31 | Adrián Fernández   | Leopard Racing                | Honda   | 14  | +24.189           | 9   | 4    |
| 13                                                           | 22 | David Almansa      | Leopard Racing                | Honda   | 14  | +24.919           | 18  | 3    |
| 14                                                           | 12 | Jacob Roulstone    | Red Bull KTM Tech3            | KTM     | 14  | +25.592           | 23  | 2    |
| 15                                                           | 10 | Nicola Carraro     | Rivacold Snipers Team         | Honda   | 14  | +26.786           | 20  | 1    |
| 16                                                           | 21 | Ruche Moodley      | DENSSI Racing - BOE           | KTM     | 14  | +26.966           | 22  |      |
| 17                                                           | 8  | Eddie O'Shea       | GRYD - Mlav Racing            | Honda   | 14  | +31.800           | 24  |      |
| 18                                                           | 34 | Jakob Rosenthaler  | GRYD - Mlav Racing            | Honda   | 14  | +57.135           | 25  |      |
| 19                                                           | 6  | Ryusei Yamanaka    | FRINSA - MT Helmets - MSI     | KTM     | 14  | +2:01.645         | 19  |      |
| Ret                                                          | 73 | Valentín Perrone   | Red Bull KTM Tech3            | KTM     | 9   | Nehoda            | 21  |      |
| Ret                                                          | 19 | Scott Ogden        | CIP Green Power               | KTM     | 8   | Zranění           | 13  |      |
| Ret                                                          | 82 | Stefano Nepa       | SIC58 Squadra Corse           | Honda   | 7   | Nehoda            | 8   |      |
| Ret                                                          | 64 | David Muñoz        | LIQUI MOLY Dynavolt Intact GP | KTM     | 6   | Nedojel po nehodě | 1   |      |
| Ret                                                          | 58 | Luca Lunetta       | SIC58 Squadra Corse           | Honda   | 4   | Nehoda            | 6   |      |
| Ret                                                          | 54 | Riccardo Rossi     | Rivacold Snipers Team         | Honda   | 1   | Nehoda            | 14  |      |
| DNS                                                          | 5  | Tatchakorn Buasri  | Honda Team Asia               | Honda   |     | Zranění           |     |      |
| Nejrychlejší kolo: Matteo Bertelle (KTM) – 2:13.939 (kolo 6) |    |                    |                               |         |     |                   |     |      |
| OFFICIAL MOTOGP RACE REPORT                                  |    |                    |                               |         |     |                   |     |      |

## Startovní listina MotoGP
| Tovární týmy                      | Tovární týmy | Tovární týmy            | Tovární týmy | Tovární týmy          |
| Tým                               | Konstruktér  | Motorka                 | st.č.        | Jezdec                |
| --------------------------------- | ------------ | ----------------------- | ------------ | --------------------- |
| Aprilia Racing                    | Aprilia      | Aprilia RS-GP25         | 32           | Lorenzo Savadori      |
| Aprilia Racing                    | Aprilia      | Aprilia RS-GP25         | 72           | Marco Bezzecchi       |
| Ducati Lenovo Team                | Ducati       | Ducati Desmosedici GP25 | 63           | Francesco Bagnaia     |
| Ducati Lenovo Team                | Ducati       | Ducati Desmosedici GP25 | 93           | Marc Márquez          |
| Honda HRC Castrol                 | Honda        | Honda RC213V            | 10           | Luca Marini           |
| Honda HRC Castrol                 | Honda        | Honda RC213V            | 36           | Joan Mir              |
| Red Bull KTM Factory Racing       | KTM          | KTM RC16                | 33           | Brad Binder           |
| Red Bull KTM Factory Racing       | KTM          | KTM RC16                | 37           | Pedro Acosta          |
| Monster Energy Yamaha MotoGP      | Yamaha       | Yamaha YZR-M1           | 20           | Fabio Quartararo      |
| Monster Energy Yamaha MotoGP      | Yamaha       | Yamaha YZR-M1           | 42           | Álex Rins             |
| Satelitní týmy                    |              |                         |              |                       |
| Tým                               | Konstruktér  | Motorka                 | st.č.        | Jezdec                |
| Trackhouse MotoGP Team            | Aprilia      | Aprilia RS-GP           | 25           | Raúl Fernández        |
| Trackhouse MotoGP Team            | Aprilia      | Aprilia RS-GP           | 79           | Ai Ogura              |
| Pertamina Enduro VR46 Racing Team | Ducati       | Ducati Desmosedici GP24 | 21           | Franco Morbidelli     |
| Pertamina Enduro VR46 Racing Team | Ducati       | Ducati Desmosedici GP25 | 49           | Fabio Di Giannantonio |
| Gresini Racing MotoGP             | Ducati       | Ducati Desmosedici GP24 | 54           | Fermín Aldeguer       |
| Gresini Racing MotoGP             | Ducati       | Ducati Desmosedici GP24 | 73           | Álex Márquez          |
| LCR Honda Castrol                 | Honda        | Honda RC213V            | 5            | Johann Zarco          |
| LCR Honda IDEMITSU                | Honda        | Honda RC213V            | 35           | Somkiat Chantra       |
| Red Bull KTM Tech3                | KTM          | KTM RC16                | 12           | Maverick Viñales      |
| Red Bull KTM Tech3                | KTM          | KTM RC16                | 23           | Enea Bastianini       |
| Prima Pramac Yamaha               | Yamaha       | Yamaha YZR-M1           | 43           | Jack Miller           |
| Prima Pramac Yamaha               | Yamaha       | Yamaha YZR-M1           | 7            | Augusto Fernández     |

| Legenda                 |
| ----------------------- |
| Stálý jezdec            |
| Nováček                 |
| Jezdec na divokou kartu |
| Náhradní jezdec         |

## Celková klasifikace MotoGP
|   | P. | Jezdec                | Bodů |
| - | -- | --------------------- | ---- |
| 1 | 1  | Álex Márquez          | 87   |
| 1 | 2  | Marc Márquez          | 86   |
|   | 3  | Francesco Bagnaia     | 75   |
|   | 4  | Franco Morbidelli     | 55   |
| 1 | 5  | Fabio Di Giannantonio | 44   |

| Předchozí Velká cena: Velká cena Argentiny 2025 | Mistrovství světa silničních motocyklů 2025 | Následující Velká cena: Velká cena Kataru 2025 |
| Předchozí ročník: Velká cena Amerik 2024        | Velká cena Amerik silničních motocyklů      | Následující ročník: Velká cena Amerik 2026     |